# Nová vlna
La Nová vlna (così in ceco e in slovacco, letteralmente "Nuova onda") è un movimento cinematografico cecoslovacco degli anni sessanta del XX secolo, i cui esponenti principali furono i registi cechi Miloš Forman, Věra Chytilová, Ivan Passer, Jaroslav Papoušek, Jiří Menzel, Jan Němec, Jaromil Jireš, Vojtěch Jasný, Evald Schorm e i registi slovacchi Juraj Herz, Juraj Jakubisko, Štefan Uher, Ján Kadár, Elo Havetta e altri. La qualità e l'apertura delle opere cinematografiche ha fatto sì che per questo movimento si usasse l'espressione di "miracolo del cinema cecoslovacco".

## Generalità
La Nová vlna è un movimento cinematografico che si sviluppa a partire dalla precedente esperienza del Devětsil degli anni trenta. Insoddisfatti del regime comunista che aveva preso il potere in Cecoslovacchia nel 1948, alcuni studenti della facoltà di cinema e televisione dell'Accademia di arte delle Muse di Praga (Filmová a televizní fakulta Akademie múzických umění v Praze) erano dissidenti rispetto alla politica del regime. Il loro obiettivo cinematografico era "di rendere il popolo ceco collettivamente consapevole della propria partecipazione ad un sistema di oppressione e incompetenza che brutalizzava tutti."
Tratti caratteristici del movimento sono il ricorso a dialoghi lunghi e improvvisati, humour nero e assurdo e l'impiego di attori non professionisti. I film toccavano temi per i quali i precedenti cineasti dei paesi socialisti erano raramente riusciti ad evitare le obiezioni della censura, come ad esempio la gioventù traviata ritratta da Miloš Forman ne "L'asso di picche" (Černý Petr, 1963) e ne "Gli amori di una bionda" (Lásky jedné plavovlásky, 1965), o quelli catturati in un mondo surreale nel film di Věra Chytilová "Le margheritine" (Sedmikrásky, 1966) e in quello di Jaromil Jireš "Fantasie di una tredicenne" (Valerie a týden divů, 1970).
La Nová vlna si distingue dalla Nouvelle Vague francese in quanto è dotata di una narrativa più marcata e i suoi registi, essendo inseriti in un'industria cinematografica nazionalizzata, hanno più facile accesso a studi cinematografici e finanziamenti statali. I temi sono spesso trasposizioni cinematografiche di opere della letteratura ceca, come l'adattamento di Jaromil Jireš del romanzo anticomunista di Milan Kundera "Lo scherzo" (Žert, 1969). Al IV Congresso dell'Unione degli Scrittori Cecoslovacchi del 1967, lo stesso Milan Kundera definì questo movimento d'avanguardia del cinema come una parte importante della storia della letteratura cecoslovacca. "Fuoco ragazza mia!" (Hoří, má panenko, 1967) di Forman, un altro dei principali film dell'epoca, rimane un film di culto anche dopo quarant'anni dalla sua uscita nelle sale.
Quando con la Primavera di Praga Alexander Dubček giunse al potere in Cecoslovacchia presentando il suo programma di un "socialismo dal volto umano" da attuare attraverso riforme e liberalizzazioni, l'Unione Sovietica e i Paesi del Patto di Varsavia invasero la Cecoslovacchia per stroncare le riforme sul nascere. Questo segnò la fine repentina del movimento della Nová vlna: Miloš Forman e Jan Němec abbandonarono il Paese, mentre i registi rimasti affrontarono la censura delle loro opere.

## Cinema ceco
La maggior parte dei film della Nová vlna furono recitati in ceco. Infatti molti registi provenivano dalla facoltà di cinema e televisione dell'Accademia di arte delle Muse di Praga, mentre gli Studi Barrandov erano situati alla periferia di Praga. I più notevoli registi cechi dell'epoca sono stati Miloš Forman, che diresse Fuoco ragazza mia!, L'asso di picche e Gli amori di una bionda, Věra Chytilová, nota soprattutto per il film Le margheritine, e Jiří Menzel, la cui pellicola Treni strettamente sorvegliati (Ostře sledované vlaky, 1966), trasposizione dell'omonimo romanzo di Bohumil Hrabal, vinse l'Oscar al miglior film straniero.

## Cinema slovacco
Il negozio al corso (Obchod na korze 1965) diretto da Ján Kadár e Elmar Klos vinse l'Oscar al miglior film straniero nel 1966. È ambientato in Slovacchia durante la Seconda guerra mondiale e racconta la storia di un pover'uomo slovacco di nome Anton "Tono" Brtko a cui il regime dà il lavoro di "proprietario ariano" di una merceria gestita da un'anziana ebrea.